# Torcato Félix (bispo)
São Torcato (Toledo – Braga, 26 de fevereiro de 719), nascido Torcato Félix, foi um bispo português e santo católico.
Félix Torcato ou São Torcato era Bispo de Braga, Porto e Dume, desde 693, tendo sido o último Bispo residente em Braga desde a ocupação Muçulmana até à elevação arquiepiscopal em 1070. Foi morto a golpe de espada pelo general muçulmano Muça. O seu corpo foi encontrado incorrupto, ainda no século VIII, no local onde, alegadamente, rebentou uma fonte de água cristalina que ainda hoje existe, na Capela da Fonte do Santo. 
Na vila homónima, na região do Norte de Portugal, encontra-se erigido o Santuário de São Torcato.